# Миссис Джеймс Литарт
«Миссис Джеймс Литарт» (также «Портрет Марии Литарт») — картина английского художника-прерафаэлита Данте Габриэля Россетти, созданная в 1862 году. На данный момент картина находится в частном собрании.

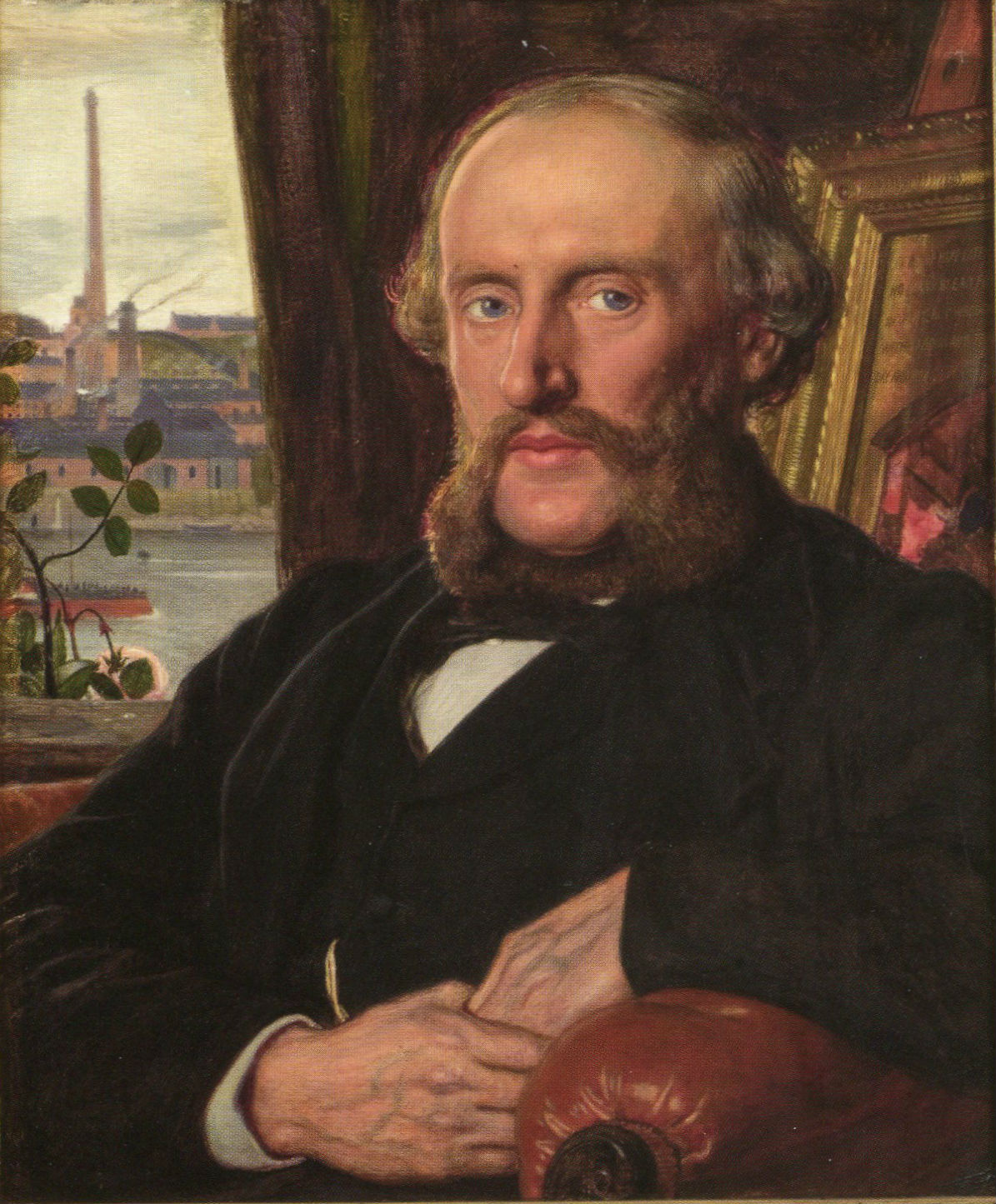
Джеймс Литарт. Форд Мэдокс Браун

Джеймс Литарт (1820—1895) был владельцем металлургического предприятия и покровителем художников братства прерафаэлитов. Данте Габриэля Россетти познакомился с ним через Уильяма Белла Скотта в 1857 году, когда Литарт захотел приобрести для себя одну из работ Россетти. В 1859 году он купил картину «Рождественская песнь». Позже в 1862 году предприниматель заказал у художника портрет своей жены Марии. Россетти создал его в конце 1862 (на одной из монограмм рядом с подписью обозначено, что произведение создано в Рождество). У покупателя картина оказалась в январе следующего года. В своих письмах Россетти называл Марию Литарт «добрейшей и самой жизнерадостной из натурщиц». Также из писем художника известно, что цветок жасмина, который он хотел изобразить в руке у натурщицы отчасти срисован с искусственного цветка, отчасти — с книжных иллюстраций, поскольку зимой он не мог найти живой цветок; в письме Россетти предлагал в дальнейшем переделать цветок позже, во время одного из своих летних визитов в дом Литартов. Работа была создана не с первой попытки, художник отверг предыдущие варианты, поскольку, по его мнению, ему не удалось передать сходство с Марией Литарт. Об итоговом варианте портрета в своём письме к Джеймсу Литарту Россетти писал, что в плане цвета это лучшая созданных им работ.
Картина передавалась по наследству и в настоящее время продолжает находиться у потомков Джеймса Литарта. В 1923 году она выставлялась в Галерее Тейт.